# Cardamine matthioli
Cardamine matthioli — вид квіткових рослин родини капустяних (Brassicaceae).

## Біоморфологічна характеристика
Це багаторічна рослина з коротким кореневищем. Стебло пряме, рясно розгалужене по всій довжині, 20–40 см заввишки. Приземні листки під час цвітіння відмирають, стеблові листки перисті. Стеблові квітки розташовані в кінцевих китицях. Пелюстки 6–9 мм, чашолистки 2–3 мм завдовжки. Пелюстки білі. Плід — стручок. Плоди товщиною всього 0.5–1 мм. 2n=16.

## Поширення
Росте у Європі: Албанія, Австрія, Болгарія, Чехія, Словаччина, Німеччина, Швейцарія, Греція, Угорщина, Італія, Румунія, Україна, Хорватія, Чорногорія, Сербія, Словенія.